# Euchlanis ligulata
Euchlanis ligulata är en hjuldjursart som beskrevs av Ludmila A. Kutikova och Vasilieva 1982. Euchlanis ligulata ingår i släktet Euchlanis och familjen Euchlanidae. Inga underarter finns listade i Catalogue of Life.